# Naoussa (Macedonia Centrale)
Naousa (in greco Νάουσα?), ufficialmente Città Eroica di Naousa (in greco Ηρωική πόλη της Νάουσας?), è una città e comune della Grecia settentrionale situata nell'unità periferica dell'Emazia nella periferia della Macedonia Centrale. La popolazione al censimento del 2011 risultava di 32 494 abitanti.
La città prese parte alla guerra d'indipendenza greca del 1822 e divenne particolarmente nota per il suicidio di massa di numerose donne e dei propri bambini che, pur di non tornare sotto il dominio ottomano, si gettarono nelle acque del fiume Arapitsa. Nel territorio del comune sono presenti le rovine di Mieza. La città è anche un importante centro vinicolo per la coltivazione dello Xinomauro e ospita la tradizione carnevalesca dei giannizzeri e delle bulle.

## Origini del nome
Il toponimo Naousa, attestato in precedenza come Niaousta, potrebbe derivare dal nome della colonia romana Nea Augusta.

## Geografia fisica
Naousa è situata nella Grecia settentrionale al confine nord-orientale dell'unità periferica di Emazia sul versante orientale dei monti Vermio. Nel territorio del comune è situata la sorgente del fiume Arapitsa.